# معبد سری پویاتا مورتی

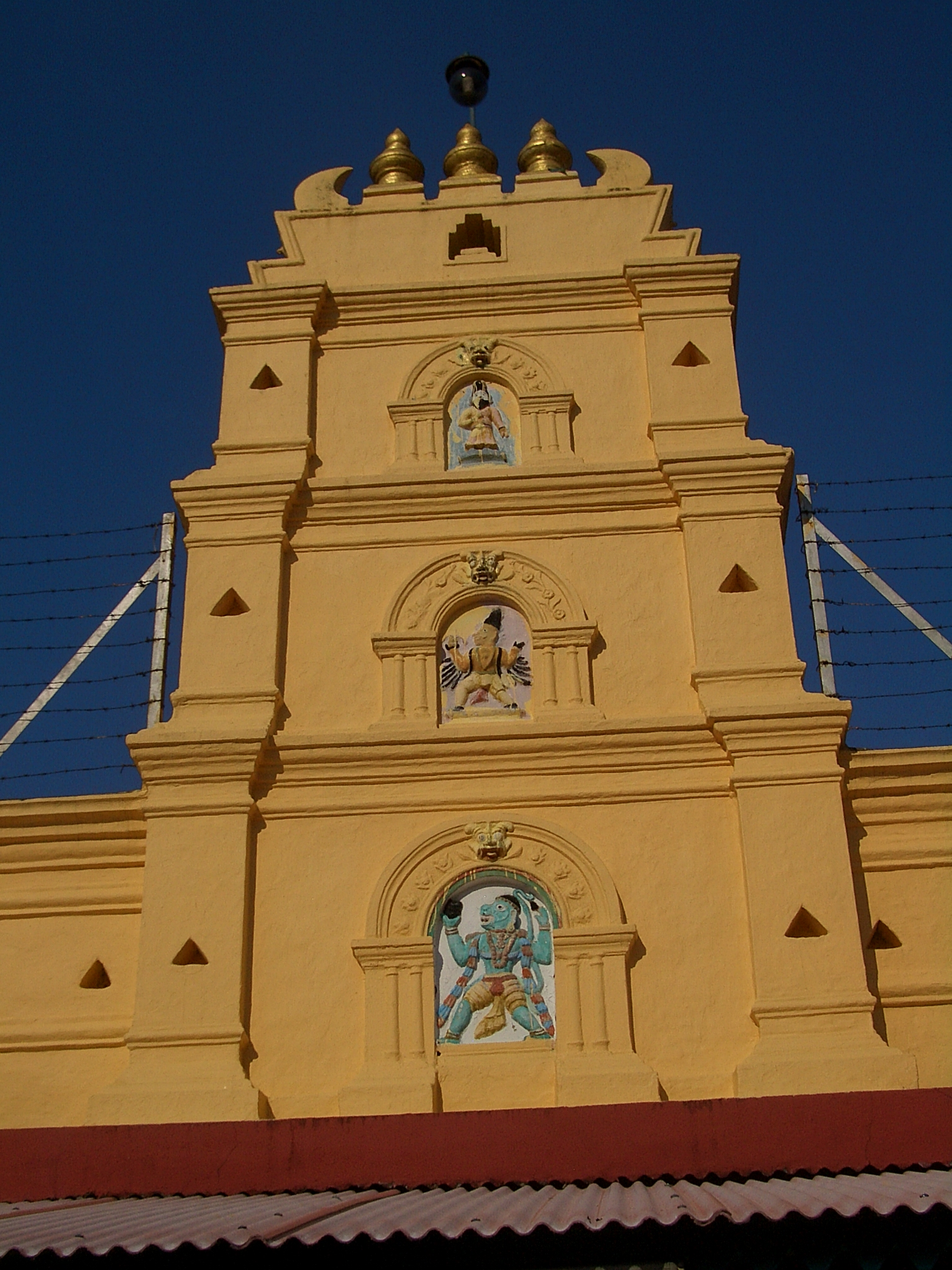
گوپورام معبد

معبد سری پویاتا مورتی (به انگلیسی: Sri Poyatha Moorthi Temple) قدیمی‌ترین معبد هندو موجود و دست نخورده در مالزی و یکی از قدیمی‌ترین معابد هندو فعال در ناحیه دریایی جنوب شرق آسیا است. این معبد که در ایالت ملاکا قرار دارد، یکی از معدود معابد چیتی موجود در مالزی است.
معبد در جالان توکانگ آماس واقع شده است که به دلیل نزدیکی به مسجد کامپونگ کلینگ و معبد چنگ هون تنگ (Cheng Hoon Teng) به «خیابان هارمونی» نیز معروف است.
این معبد در سال ۱۷۸۱، توسط تاوینایاگار چیتی، رهبر مردم چیتی، پس از اینکه دولت استعماری هلندی ملاکا یک قطعه زمین به او داد، ساخته شد. معبد وقف گانش، خدای فیل شده است. در اتاق پشت، مجسمه ای از ایزد با سر یک فیل و پیکر مردی با چهار دست قرار دارد. محراب دیگری نیز وجود دارد که وقف لرد موروگا، برادر کوچکتر گانش شده است.

## تاریخچه
در سال ۱۷۸۱، حکومت استعماری هلند در ایالت ملاکا قطعه زمینی به جامعه چیتی اعطاء کرد تا آنها یک معبد در آن ایجاد کنند. قطعه زمین در خیابان گلداسمیت، نام کنونی جالان توکونگ، واقع شده بود و موقعیت آن لات شماره ۶۲، ناحیه شهرک ایکس‌آی‌یو (Lot No. 62 Town Area XIU) بود که دارای مساحت ۱۵٬۸۷۹ فوت‌مربع (۱٬۴۷۵٫۲ مترمربع) به منظور برپایی یک معبد هندو است. معبد در سال ۱۷۸۱، طبق تاریخ ذکر شده در اهداء زمین ساخته شد. معبد تحت تولیت آقای تایوانایاگام چیتی قرار داشت که در آن زمان رهبر جامعه چیتی بود.

## مدیریت معبد
هر چند معبد سری پویاتا ونایاگار مورتی متعلق به جامعه «چیتی ملاکا» بود ولی به خاطر اینکه حکومت استعماری بریتانیا در دوران قبل از استقلال مالزی، به گروه چیتیار اجازه نداد تا معبد هندو دیگری متعلق به خود در ناحیه ملاکا بر پا کنند، طبق توافق‌نامه بین آنها (در سال ۱۹۶۲) به مدت بیش از ۲۰ سال تحت مدیریت ملاکا ناگاراتار ناتوکوتای چیتیار قرار داشت.